# Turicato
Turicato là một đô thị thuộc bang Michoacán, México. Năm 2005, dân số của đô thị này là 31494 người.